# Wołodymyr Szczeholkow
Wołodymyr Mykołajowycz Szczeholkow, ukr. Володимир Миколайович Щегольков, ros. Владимир Николаевич Щегольков, Władimir Nikołajewicz Szczegolkow (ur. 1 czerwca 1937 w Odessie, Ukraińska SRR, zm. 22 października 2008 w Kijowie) – ukraiński piłkarz, grający na pozycji prawego lub środkowego obrońcy.

## Kariera piłkarska

### Kariera klubowa
W 1951 roku zaczął występować w drużynie juniorskiej Charczowyk Odessa.
Od 1955 roku do maja 1961 roku występował w drużynach Charczowyk Odessa, Metałurh Odessa, Wodnyk Odessa.
Od czerwca 1961 do 1967 roku spędził swoje najlepsze lata w Dynamo Kijów, z którym został mistrzem ZSRR w latach 1961, 1966, 1967, wicemistrzem ZSRR w 1965 oraz zdobył Puchar ZSRR w latach 1964 i 1966. W klubie rozegrał 211 meczów i strzelił 5 bramek w Wysszej Lidze ZSRR.
Pod koniec kariery piłkarskiej występował w klubach Szachtar Donieck (do maja 1968) oraz Awanhard Tarnopol (od lipca 1968 do 1969).
W mistrzostwach ZSRR rozegrał 216 meczów, strzelił 5 bramek.
Występował w 4 meczach rozgrywek Pucharu Mistrzów oraz w 6 meczach rozgrywek Pucharu Zdobywców Pucharów.

## Kariera trenerska
W 1970 pracował na stanowisku głównego trenera klubu Awanhard Tarnopol.

## Sukcesy i odznaczenia

### Sukcesy klubowe
- mistrz ZSRR: 1961, 1966, 1967
- wicemistrz ZSRR: 1965
- zdobywca Pucharu ZSRR: 1964, 1966

### Sukcesy indywidualne
- 2-krotnie wybrany do listy 33 najlepszych piłkarzy ZSRR: 
  - Nr 2: 1965, 1967

### Odznaczenia
- tytuł Mistrza Sportu ZSRR: 1961
- tytuł Zasłużonego Mistrza Sportu ZSRR: 1967